# Joseph Stilwell
Joseph Warren Stilwell (ur. 19 marca 1883 w Palatce, zm. 12 października 1946 w San Francisco) − jeden z dowódców US Army, który wyróżnił się szczególnie w czasie walk w Chinach i w Birmie przeciw Japończykom w latach II wojny światowej. Znany był ze swobodnego przestrzegania przepisów mundurowych, dbałości o szeregowych żołnierzy, angażowania się w niepotrzebne konflikty i uszczypliwości, co spowodowało, że podwładni nadali mu przydomki: „Uncle Joe” (Wujek Joe) i „Vinegar Joe” (Octowy Joe). Jego postać była pierwowzorem generała Stilwella w komedii 1941 w reżyserii Stevena Spielberga (1979).

## Lata młodości
Stilwell urodził się w rodzinie jankeskiego pochodzenia. Należał do ósmego pokolenia angielskich kolonistów, którzy przybyli do Ameryki w 1638 i którzy do połowy XIX wieku mieszkali w Nowym Jorku. Ojciec, dr Bejamin Stilwell, był bardzo surowy, wymagający i religijny. W zmuszanym do chodzenia do kościoła i szkółki niedzielnej chłopcu rodził się sprzeciw. Po latach powiedział do swojej córki, że „...widząc, jak doprawdy mało dobrego religia daje komukolwiek, doradzam każdemu zostawić ją i kierować się w zamian zdrowym rozsądkiem”.
Buntownicza natura Stilwella spowodowała, że w ostatnich latach szkoły średniej zajmował się częściej grą w drużynie futbolowej (jako quarterback) niż nauką. Po jej ukończeniu wstąpił, za namową ojca, na United States Military Academy w West Point, a nie Uniwersytet Yale, jak wcześniej planował. Mimo że spóźnił się z wymaganym złożeniem podania o poparcie Kongresu, Stilwell został przyjęty do Akademii, bo ktoś z jego rodziny znał osobiście prezydenta Williama McKinleya. 
W West Point ujawniły się zdolności językowe Stilwella: na kursie francuskiego okazał się najlepszy w klasie. Miał również poważne osiągnięcia sportowe: wprowadził do Akademii mało znaną wcześniej koszykówkę; brał także udział w drużynowych biegach przełajowych i grał w drużynie futbolowej. Dwukrotnie został ukarany za zbyt swobodne zachowanie podczas musztry. W 1904 Stilwell ukończył West Point z 32. lokatą na 124 podchorążych jego rocznika.

## Kariera wojskowa
Po West Point ukończył Zaawansowany Kurs Piechoty i Szkołę Sztabu Generalnego. Podczas I wojny światowej był oficerem wywiadu IV Korpusu i brał udział w planowaniu ofensywy na Saint-Mihiel. Za służbę we Francji otrzymał Medal Sił Lądowych za Wybitną Służbę.
Stilwell zyskał wśród swych podwładnych z Fortu Benning w Georgii przydomek „Octowego Joe”, co wiązało się z jego cierpkimi uwagami podczas ćwiczeń. Jeden z podwładnych Stilwella narysował jego karykaturę ukazującą Stilwella wyłaniającego się z butelki z octem. Po odkryciu rysunku Stilwell przypiął go do tablicy, sfotografował, a zdjęcia rozesłał do przyjaciół. Jego sposób widzenia świata reprezentowała plakietka na biurku z napisem w niezbyt poprawnej łacinie: Illegitimi non carborundum, co miało znaczyć „Nie pozwól sukinsynom zmiażdżyć cię”.
W okresie międzywojennym Stilwell przebywał (między 1935 a 1939) trzykrotnie – jako attaché wojskowy amerykańskiego poselstwa – w Pekinie, gdzie posiadł doskonałą znajomość chińskiego. W latach 1939–1940 służył w 2 Dywizji Piechoty, a w latach 1940–1941 tworzył i trenował 7 Dywizję w Forcie Ord w Kalifornii. W tym właśnie okresie - dzięki dbałości o los zwykłych szeregowych, a także nie przykładaniu zbytniej wagi do dyscypliny i ceremoniału wojskowego - dorobił się drugiego przydomka: Wujek Joe. 
Jeszcze przed wybuchem II wojny światowej Stilwell był uważany za jednego z najlepszych dowódców korpusów i brano go pod uwagę jako głównodowodzącego alianckim lądowaniem w Afryce Północnej. Jednakże, gdy zaszła konieczność wysłania wysokiego rangą oficera do Chin, Stilwell (mimo jego sprzeciwu) został wybrany przez prezydenta Roosevelta i szefa sztabu Armii, przyjaciela z West Point, George’a Marshalla. Został szefem sztabu Czang Kaj-szeka i głównodowodzącym na chińsko-birmańsko-indyjskim teatrze działań (CBI), odpowiedzialnym za przerzut pomocy wojennej dla Chin, a później zastępcą dowódcy sił alianckich na obszarze Azji południowo-wschodniej. Nie ustrzegł się jednak od konfliktów wokół programu Lend-Lease z Chińczykami i Brytyjczykami.

## W Birmie

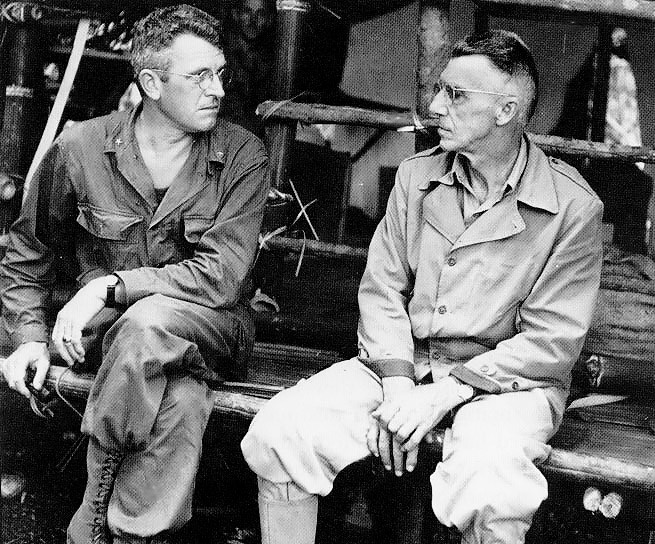
Generałowie Frank Merrill i Stilwell w Birmie

Pozycja Stilwella była w zasadzie równa pozycji Dwighta Eisenhowera i Douglasa MacArthura, jednak chińsko-birmańsko-indyjski teatr działań w niczym nie przypominał wojny w Europie czy na Pacyfiku, bowiem, z punktu widzenia Amerykanów, nie był ich obszarem operacyjnym i w związku z tym nie było tam amerykańskiego dowództwa operacyjnego. W Chinach dowództwo operacyjne spoczywało w ręku generalissimusa Czang Kaj-szeka, dowódcy Chińskich Narodowych Sił Zbrojnych, który chciał zachować swoje wojska zarówno do konfrontacji z Japończykami, jak i z rosnącymi siłami chińskich komunistów. Obawy generalissimusa nasiliły się, gdy dowiedział się o katastrofalnych klęskach aliantów w Birmie. 
Tymczasem dla Stilwella pierwszym krokiem wiodącym do zwycięstwa była przebudowa chińskiej armii. Przebudowa taka mogłaby zachwiać delikatną równowagę politycznych i militarnych aliansów, bowiem wymagałaby usunięcia ludzi, dzięki którym Czang Kaj-szek utrzymywał się u władzy. Oddawszy Stilwellowi dowodzenie nad częścią chińskich wojsk, Czang, zaczął obawiać się, że ta nowa, dowodzona przez Amerykanów armia, stanie się kolejną realną siłą, nad którą nie będzie miał kontroli. Od 1942 ludzie ze sztabu generalissimusa oponowali przeciwko wysyłaniu chińskich oddziałów do Birmy po to, by – jak to widzieli – przywrócić w tym kraju brytyjskie panowanie. Nic dziwnego, że w tej sytuacji Czang poparł propozycję generała Claire’a Chennaulta, który uważał, że wojnę z Japończykami należy prowadzić mniejszymi siłami na lądzie, ale z silnym wsparciem lotniczym; Chennault zapewniał generalissimusa, że jest to możliwe. W ten sposób doszło między Chennaultem i Stilwellem do starcia. Generał Marshall, w swoim biennale, obejmującym okres od 1 lipca 1943 do 30 czerwca 1945, dawał do zrozumienia, że przydzielił Stilwellowi „jedno z najtrudniejszych zadań”. 
Przybywszy do Birmy w chwili, gdy aliancka obrona tego kraju załamała się, konsekwencją czego było przerwanie tak morskich, jak i lądowych dróg zaopatrzenia do Chin, Stilwell osobiście poprowadził swój sztab, składający się ze 117 mężczyzn i kobiet, pieszo do Asamu w Indiach, maszerując w tempie, które jego ludzie nazwali 'kłusem Stilwella' - 105 kroków na minutę. Tą drogą wycofywały się do Asamu także inne, alianckie i chińskie, oddziały. W Indiach Stilwell dał się wkrótce poznać jako przeciwnik pompy i ceremoniału. Można go było poznać po wymiętej czapce żołnierskiej, butach szeregowca i takim samym mundurze bez dystynkcji; częściej nosił karabin niż broń boczną. Ryzykowny marsz z Birmy i jego szczerość w odniesieniu do katastrofalnej sytuacji, zostały dobrze odebrane przez amerykańską opinię publiczną: „Uważam, że nieźle dostaliśmy w skórę. Musieliśmy wiać z Birmy i to było straszne. Myślę, że powinniśmy znaleźć odpowiedź na pytanie co się stało, wrócić i odbić to, co straciliśmy”. 

### Nieporozumienia

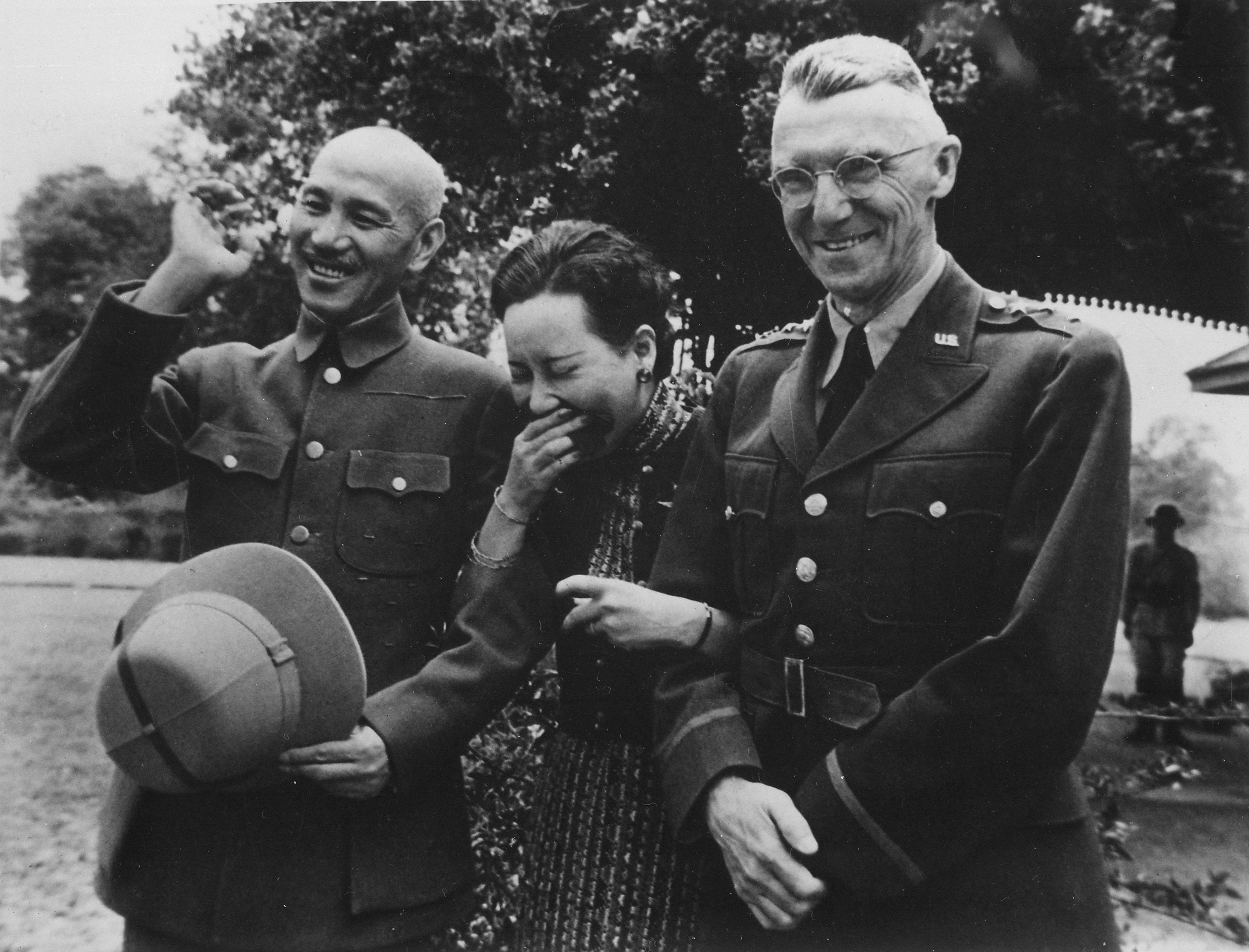
Generał Stilwell z Czang Kaj-szekiem i jego żoną

Gdy Stilwell opuścił wojska chińskie, nad którymi nominalnie sprawował władzę z nadania Czang Kaj-szeka (chińscy generałowie twierdzili później, że uważali Stilwella za „doradcę” i respektowali wyłącznie rozkazy Czanga) i uciekł z Birmy, Czang uznał to za osobisty cios i zaczął kwestionować umiejętności dowódcze Stilwella. Czanga rozwścieczało i to, że Stilwell sprawował bezpośrednio kontrolę nad dostawami w ramach programu lend-lease. Zamiast jednak powiedzieć o tym wprost Stilwellowi, albo przedstawić swe obawy Marshallowi i Rooseveltowi, gdy ci pytali go jak ocenia dowodzenie Stilwella po alianckiej klęsce w Birmie, Czang powtarzał, że ma „pełne zaufanie” do generała, przy czym jednocześnie odwoływał niektóre rozkazy wydawane oddziałom chińskim przez Stilwella występującego w charakterze szefa sztabu. Oburzony Stilwell zaczął nazywać Czanga w swych raportach dla Waszyngtonu „głuptaskiem” lub „orzeszkiem”, zaś Czang wielokrotnie wyrażał, wobec przedstawicieli USA w Chinach, swe tłumione żale do Stilwella z powodu jego „lekkomyślności, niesubordynacji, lekceważącego zachowania i arogancji”. Stilwell naciskał na Czanga i Brytyjczyków, by podjęli natychmiast działania zmierzające do odebrania Birmy, ale Czang zażądał tak ogromnych dostaw zaopatrzenia przed ewentualną ofensywą, że realizacja planu stawała się nierealna; Brytyjczycy ze swej strony odmówili wsparcia lądowego i morskiego, zasłaniając się strategią Churchilla „Najpierw Europa”. W końcu Stilwell zaczął otwarcie oskarżać Czanga przed Rooseveltem, twierdząc, że generalissimus gromadzi zapasy z amerykańskich dostaw na wypadek konfrontacji z komunistami Mao Zedonga, mimo że w latach 1942-1944 98 procent amerykańskiej pomocy wojskowej trafiało nie do armii chińskiej, a bezpośrednio do 14 Air Force generała Chennaulta i pozostałego amerykańskiego personelu wojskowego w Chinach.
Stilwell miał też nieustanne starcia z marszałkiem polnym Archibaldem Wavellem odkąd nabrał przekonania, że Brytyjczycy w Indiach są bardziej zainteresowani utrzymaniem swych kolonii niż pomocą w walce Chińczyków z Japończykami. W sierpniu 1943, wobec ciągłych nieporozumień między brytyjskimi, chińskimi i amerykańskimi dowództwami, wraz z brakiem zgodnej wizji strategicznej na chińsko-birmańsko-indyjskim teatrze działań, połączone szefostwo sztabów CBI zostało zastąpione niezależnymi szefostwami chińskiego i południowo-wschodnio-azjatyckiego teatru działań.
Stilwella do rozpaczy doprowadzała również niepohamowana sprzedajność urzędników reżimu Czanga. W swych pamiętnikach Stilwell odnotował, że tylko w 1944 Chang i jego rząd zdefraudowali 380 584 000 dolarów. Opracowanie „Cambridge History of China” podaje, że 60%-70% rekrutów armii Kuomintangu nie odbyło podstawowego przeszkolenia. Stilwell był przekonany, że generalissimus i jego generałowie byli tak skorumpowani, że program Lend-Lease dla Chin należy wstrzymać. Doszło do tego, że Stilwell kazał dowództwu Office of Strategic Services (OSS) przygotować plan zamachu na Czang Kaj-szeka, gdy dowiedział się o prywatnych wypowiedziach Roosevelta, że Czang może zostać wyeliminowany z gry przez przeciwników z wewnątrz lub zewnątrz, a gdy to nastąpi trzeba będzie poszukać kogoś innego, kto będzie kontynuował walkę z Japończykami.

### Ofensywa na Myitkyinę
Po powołaniu do życia w sierpniu 1943 nowego Dowództwa Azji Południowo-Wschodniej Stilwell został mianowany zastępcą głównodowodzącego, wiceadmirała Royal Navy, lorda Louisa Mountbattena. Objąwszy dowodzenie nad różnymi chińskimi i alianckimi formacjami, w skład których wchodził nowy oddział specjalny US Army, tzw. 5307 Composite Unit, lepiej znany jako Maruderzy Merrilla, Stilwell zaczął przygotowywać uderzenie na północną Birmę. 21 grudnia 1943 Stilwell stał się głównym planistą ofensywy, która doprowadziła do zajęcia okupowanego przez Japończyków miasta Myitkyina. Nieco wcześniej rozkazał generałowi Merrillowi i jego Maruderom rozpoczęcie akcji militarnej głęboko za linią japońskiego frontu, na wzór poczynań brytyjskich Chindits. W lutym 1944 trzy bataliony Maruderów wkroczyły do Birmy. 

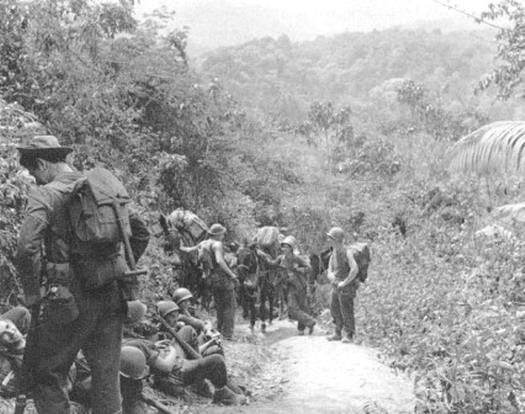
Maruderzy Merilla na szlaku

W kwietniu 1944 rozpoczęła się ofensywa Stilwella zmierzająca do odbicia Myitkyiny. Dla wsparcia całej operacji Maruderzy otrzymali rozkaz podjęcia skrzydłowego uderzenia na miasto, czego mieli dokonać po pokonaniu 100 kilometrów dżungli. Maruderzy, w akcji od lutego, mieli poważne straty, tak bojowe, jak i z powodu chorób tropikalnych. Szczególnie groźna okazała się epidemia czerwonki amebowej, która wybuchła po połączeniu się Maruderów z oddziałami chińskimi. Mimo poświęcenia Maruderów Stilwell zdawał się być obojętny na ich straty i odmawiał przyznawania odznaczeń za bohaterstwo w boju. Zapowiadane wcześniej zmiany chorych i wyczerpanych były ignorowane; Maruderom nie zrzucano z powietrza mundurów na zmianę ani poczty aż do kwietnia. 
17 maja 1310 pozostałych przy życiu Maruderów, wraz z elementami dwóch chińskich regimentów piechoty i baterią dział, zaatakowało lotnisko w Myitkyinie. Lotnisko zostało szybko wzięte, ale miasta, które zgodnie z doniesieniami wywiadu, miało być łatwe do zdobycia, broniła pokaźna liczba dobrze wyekwipowanych Japończyków, którzy bez przerwy otrzymywali posiłki. Pierwszy atak na miasto, podjęty przez jeden z chińskich regimentów, został odparty z poważnymi stratami. Maruderzy byli za słabi by zdobyć Myitkyinę z marszu, ale wkrótce pojawiły się pod miastem dodatkowe siły chińskie i zajęły pozycje wyjściowe do ataku.
Stilwell nie ufał Maruderom; wydał rozkaz, by wszyscy, ewakuowani na tyły z powodu odniesionych ran lub chorób, zostali przebadani przez wyznaczonych przez jego sztab lekarzy. Po tych badaniach wielu chorych żołnierzy zostało uznanych za zdolnych do służby; sztabowcy Stilwella przeszukiwali szpitale poszukując żołnierzy z gorączką mniejszą niż 39 °C. Niektórzy z nich, odesłani ponownie do oddziałów, byli niemal natychmiast ponownie ewakuowani przez frontowy personel medyczny. Później sztab Stilwella oskarżał własnych lekarzy o nadgorliwość w wykonywaniu rozkazów generała. 
Pozbawiony możliwości zastąpienia wyczerpanych batalionów Maruderów, Stilwell uznał, że nie ma innego wyjścia, jak kontynuować natarcie posiadanymi siłami, przy użyciu Maruderów jako 'grotu włóczni', dopóki nie zdobędą założonych celów lub zostaną wybici. Uważał, że wycofanie Maruderów, jedynego amerykańskiego oddziału biorącego udział w walkach, zostanie uznane za faworyzowanie Amerykanów i zmusi go do ewakuowania równie wyczerpanych oddziałów chińskich i brytyjskich. Gdy generał William Slim, dowódca sił brytyjskich w Birmie, poinformował Stilwella, że jego żołnierze są wyczerpani i powinni być wycofani, Stilwell odrzucił tę sugestię, twierdząc, że podlegli mu oficerowie nie rozumieją zwykłych żołnierzy i mają skłonność do wyolbrzymiania problemów. Mimo własnego „długiego marszu” z Birmy przez dżunglę, Stilwell nie potrafił zrozumieć żołnierzy, którzy walczyli w dżungli miesiącami bez możliwości zastąpienia. 
W zaledwie tydzień po zajęciu Myitkyiny, bataliony Maruderów, liczące zaledwie 130 zdolnych do walki ludzi (z początkowej liczby 2 997), zostały rozwiązane.

## Konflikt z generałem Chennaultem

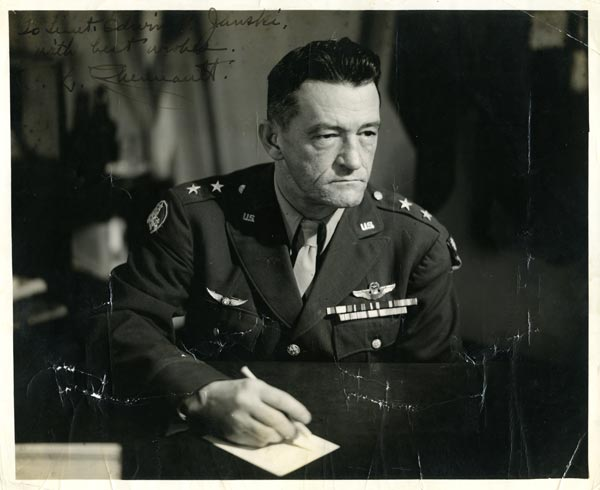
Gen. Claire Lee Chennault

Jednym z najpoważniejszych starć w czasie wojny był konflikt generałów Stilwella i Claire’a Chennaulta, dowódcy słynnej formacji „Latających Tygrysów”, a później dowódcy amerykańskiego lotnictwa. Jako doradca ds. chińskiego lotnictwa, Chennault rekomendował Czang Kaj-szekowi prowadzenie w 1943 ograniczonej ofensywy lądowej przeciwko Japończykom, a w jej miejsce ofensywy powietrznej, w oparciu o pewną liczbę wysuniętych baz lotniczych. Zdaniem Stilwella był to zły pomysł; jego zdaniem kampania w powietrzu winna zostać poprzedzona silnym umocnieniem baz lotniczych przez siły lądowe. Stilwell uważał ponadto, że całe zaopatrzenie przybywające z Indii winno być w pierwszej mierze przeznaczone na odbicie północnej Birmy. 
Jednak generalissimus poszedł za radą Chennaulta i odrzucił plan Stilwella; brytyjscy dowódcy również poparli plan Chennaulta wiedząc, że przy stanie posiadanych sił i zaopatrzenia nie będą w stanie w 1943 podjąć ofensywy na południu. Latem sztab Stilwella koncentrował się jednak na planie przebudowy chińskiej armii, celem podjęcia ofensywy w północnej Birmie. Stilwell był przekonany, że gdy powstanie na północy Birmy lądowa droga zaopatrzenia do Chin, będzie mógł wyszkolić trzydzieści chińskich dywizji wyposażonych w nowoczesną broń i sprzęt. Ponadto w Indiach można było utworzyć dwie lub trzy chińskie dywizje. Była to tylko teoria, bowiem zaopatrzenie drogą powietrzną nad Himalajami ledwie pokrywało zapotrzebowanie operacji lotniczych.
W 1944 Japończycy przystąpili w Chinach do kontrofensywy (operacja Ichi-gō), błyskawicznie zajmując wysunięte bazy lotnicze Chennaulta i dowodząc poniekąd, że Stilwell miał rację. Prawdą było i to, że tonaż alianckich dostaw lotniczych nad garbem z miesiąca na miesiąc wzrastał, odpowiadając na chińskie zapotrzebowania; w tej sytuacji Chennault nie widział potrzeby podjęcia ofensywy w północnej Birmie w celu umożliwienia otwarcia naziemnej linii zaopatrzeniowej. Tym razem jednak, wobec wzrastającego zapotrzebowania na sprzęt i oddziały wojskowe dla obrony zagrożonego przedpola wschodnich Indii, po stronie Stilwella stanęły władze brytyjskie. 
W styczniu 1945 ruszyło, we współdziałaniu z siłami chińskimi pod dowództwem generała Wei Lihuanga, długo oczekiwane uderzenie sił Stilwella na północną Birmę; po szeregu ciężkich walk z poważnymi stratami doszło do połączenia obu sił. Strategia Stilwella nie uległa zmianie: otwarcie nowej trasy zaopatrzenia z Indii do Chin miało pozwolić Aliantom wyposażyć i wyszkolić nowe dywizje armii chińskiej, które zostaną użyte w wojnie z Japonią. Planiści Stilwella zakładali, że nowa Ledo Road, łącząca północny odcinek Drogi Birmańskiej z Chinami, stanie się głównym szlakiem zaopatrzeniowym, dostarczając 65 000 ton miesięcznie. Opierając się na tych wyliczeniach Stilwell twierdził, że Ledo Road w znaczącym stopniu zwiększy zaopatrzenie dostarczane drogą lotniczą. Chennault wyrażał wątpliwość, czy taki szlak lądowy, wiodący przez niezwykle trudny, pokryty dżunglą teren, byłby w stanie dorównać dostawom lotniczym. Miał rację: postępy przy budowie Ledo Road były wolne i nie udało się jej ukończyć przed styczniem 1945.
Plan Stilwella, zakładający wyekwipowanie i wyszkolenie trzydziestu dywizji w Chinach i 2-3 w Indiach, nigdy nie został w pełni zrealizowany. Jak przewidywał Chennault, ilość zaopatrzenie dostarczanego lądem przez Ledo Road nigdy nie dorównała ilości zaopatrzenia dostarczanego przez lotnictwo. Przykładowo: w lipcu 1945 nad garbem samoloty przerzuciły 71 000 ton towarów, podczas gdy przez Ledo Road przewieziono zaledwie 6 000 ton. Gdy wreszcie przez Ledo Road zaczęto przewozić znaczne ilości zaopatrzenia, losy wojny przeciwko Japonii uległy całkowitej odmianie. Należy jednak przyznać, że uderzenie Stilwella w północnej Birmie pozwoliło lotnictwu transportowemu korzystać z położonych dalej na południe i tym samym bezpieczniejszych szlaków niż garb. Tym samym przerzuty zaopatrzenia samolotami wzrosły z 18 000 ton w czerwcu, do 39 000 ton w listopadzie 1944. W sierpniu 1945 samoloty przekraczały granicę z Chinami co minutę i 12 sekund.
Uznając wysiłki Stilwella Czang Kaj-szek zmienił później nazwę Ledo Road na Stilwell Road.

## Odwołanie z Chin
Gdy po rozpoczęciu przez Japończyków Operacji Ichi-gō doszło do załamania chińskiego frontu w 1944, Stilwell uznał, że nadszedł czas, w którym powinien przejąć naczelne dowództwo nad wojskami chińskimi i przekonał Marshalla, że powinien wpłynąc na prezydenta Roosevelta, by wysłał ultimatum do Czanga, że cała pomoc amerykańska zostanie wstrzymana „natychmiast”, jeśli Czang nie mianuje Stilwella „dowódcą wszystkich wojsk chińskich”. Uważający się w tej sytuacji za zwycięzcę Stilwell natychmiast wręczył list prezydenta Czangowi mimo próśb Patricka Hurleya, specjalnego posła Roosevelta w Chinach, który chciał by wiadomość została przekazana Czangowi w łatwiejszej dlań do zaakceptowania formie. Czang Kaj-szek, widząc w tym krok w kierunku całkowitego podporządkowania Chin USA, wysłał do Waszyngtonu oficjalną odpowiedź, w której domagał się natychmiastowego odwołania Stilwella i zastąpienia go innym, „bardziej odpowiedzialnym” generałem.
19 października 1944 Stilwell został odwołany przez prezydenta Roosevelta. W związku z kontrowersjami wokół strat poniesionych przez siły amerykańskie w Birmie, jak również z ciągłymi konfliktami z brytyjskimi i chińskimi dowódcami, powrót Stilwella do Stanów Zjednoczonych odbył się bez zwyczajowego ceremoniału. Po przybyciu do Waszyngtonu oczekiwało go na lotnisku dwóch generałów, którzy zakomunikowali Stilwellowi, że nie wolno mu udzielać dziennikarzom odpowiedzi na pytania dotyczące spraw chińskich.
Stilwella zastąpił generał Albert C. Wedemeyer, który 27 października 1944 otrzymał depeszę od gen. Marshalla, nakazującego mu natychmiastowe udanie się do Chin i objęcie po Stilwellu dowodzenia na chińskim teatrze działań. Wedemeyer opisywał później swe obawy co do zadania jakie mu przydzielono, bowiem służba w Chinach była uważana za pogrzebanie kariery tak wojskowej, jak i dyplomatycznej. Po przybyciu do kwatery Stilwella Wedemeyer stwierdził, że poprzednik wyjechał bez pożegnania i zabierając ze sobą wszelkie dokumenty, jakie pomogłyby Wedemeyerowi rozeznać się w sytuacji; było to sprzeczne z obowiązującym zwyczajem, który nakazywał powitać następcę i powiadomić o słabych i mocnych stronach sztabu, ewentualnych przeciwnościach i podjętych planach działań. Skoro przeszukanie szaf i biurek poprzednika nic nie dało, Wedemeyer zaczął przepytywać oficerów sztabu Stilwella, ale nie dowiedział się wiele, bo sztabowcy zgodnie twierdzili, że Stilwell trzymał wszystko „w swych kieszeniach”.

## Ostatnie lata

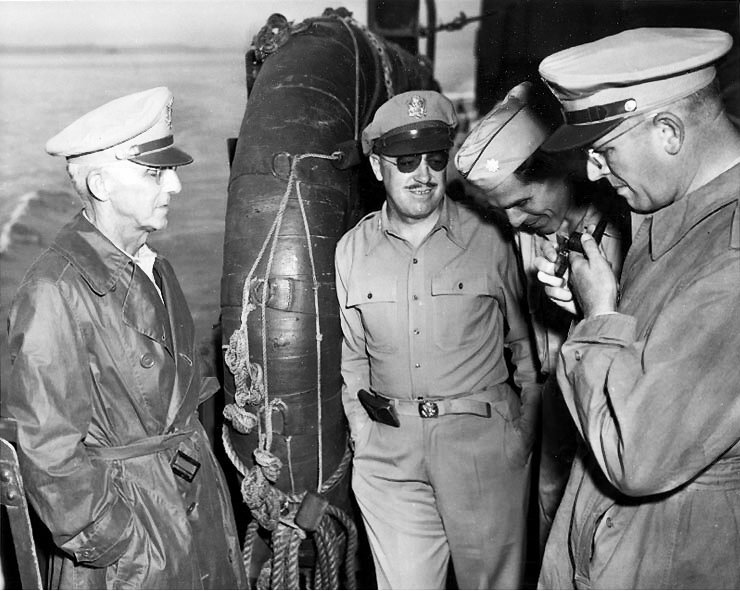
Joe Stilwell we wrześniu 1945

Mimo przecieków w mediach, Stilwell nigdy nie narzekał na złe traktowanie ze strony władz w Waszyngtonie czy Czang Kaj-szeka. Przed końcem wojny służył jako dowódca wojsk lądowych 10 Armii w czasie walk o Okinawę (przejął dowodzenie z rąk generała Roya Geigera), a po wojnie jako dowódca 6 Armii.
W listopadzie 1945 został mianowany szefem „Komisji ds. Wyposażenia Departamentu Obrony”, która zajmowała się modernizacją armii w świetle najnowszych doświadczeń. Wśród jego zaleceń znalazło się ustanowienie sił kombinowanych dla wspólnego testowania nowych broni i ekwipunku, a następnie sformułowania doktryny ich użycia, na koniec zaś wyeliminowanie odrębnych jednostek przeciwpancernych. Jego najważniejszym zaleceniem była szeroka rozbudowa uzbrojenia i działań obronnych przeciwko wszelkim zagrożeniom z powietrza, w tym pociskom balistycznym. W szczególności wzywał do prac nad „systemami obrony przeciwbalistycznej, kierowanymi na podstawie opracowywanych elektronicznie danych otrzymywanych z przechwytujących stacji radarowych”.
Stilwell zmarł na raka żołądka, będąc wciąż w czynnej służbie. Zgodnie z ostatnią wolą zmarłego prochy Stilwella zostały wysypane do Pacyfiku, a na cmentarzu w West Point stanął jego cenotaf. Wśród otrzymanych odznaczeń wojskowych znalazły się Krzyż za Wybitną Służbę, Medal za Wybitną Służbę z jednym okuciem, Komandoria Legiii Zasługi, Brązowa Gwiazda i Combat Infantryman Badge (to ostatnie odznaczenie odebrał w szpitalu, na krótko przed śmiercią).